# Дуглас (ураган, 2020)
Урагана Дуглас (англ. Hurricane Douglas) – сильний тропічний циклон, який проходив повз  Гавайські острови. Восьмий тропічний циклон, четвертий названий шторм, перший ураган та перший серйозний ураган поточного сезону тихоокеанських ураганів у 2020 році.
Дуглас походить від тропічної хвилі, яка увійшла до басейну в середині липня . Розташована в сприятливих умовах, хвиля почала організовуватися 19 липня. Тропічна депресія стала 20 липня, а наступний день - тропічна буря. Після вирівнювання як сильна тропічна буря через сухе повітря, Дуглас розпочав  вибухонебезпечне посилення  23 липня, ставши першим головним ураганом сезону наступного дня. Після переміщення в басейн Центральної частини Тихого океану Дуглас повільно слабшав, наближаючись до Гавайських островів. Палі (ураган)

## Метеорологічна історія
У середині липня погано визначена тропічна хвиля перемістилася в південно-західну частину басейну в межах близькості хвилі, яка згодом перетвориться на Тропічну депресію Eight-Е.  Розташована далі на південь і в більш сприятливих умовах,  хвиля почала неухильно організовуватися до 19 липня.  20 липня, за даними зображень, було виявлено, що система швидко розробила чітко визначений центр циркуляції, затемнений грозами, і NHC почав видавати рекомендації щодо тропічної депресії Вісім-E о 15:00 UTC 
. Після утворення над системою почав розвиватися невеликий центральний щільний хмар. 21 липня NHC модернізував депресію в тропічний шторм Дуглас. В  сприятливих умовах Дуглас почав розвивати велику вигнуту смугу на захід від центру і почав посилюватися ще вдень. Після короткочасного припинення посилення через сухе повітря Дуглас зміцнився до урагану 1 категорії  23:00 за UTC 23 липня. Це було четвертою останньою датою, коли у басейні утворився ураган. У середовищі з практично відсутністю зсуву вітру і дуже теплою температурою поверхні моря Дуглас почав швидко посилюватися і через 12 годин став ураганом 2 категорії . На початку 23 липня Дуглас посилився до 3 категорії та став першим великим ураганном в сезоні. 24 липня він перетворився на ураган 4 категорії із дуже чітким оком. Приблизно в той же час шторм перетнув 140 ° Ш в зону відповідальності CPHC. Таким чином, NHC випустив останню рекомендацію щодо системи. Пізніше того ж дня Дуглас послабився до інтенсивності 3 категорії . Буря продовжувала слабшати через прохолодну температуру поверхні моря, і о 09:00 UTC, буря була знижена нижче статусу головного урагану. 

## Підготовка та наслідки
23 липня губернатор Гаваїв Девід Іге оголосив надзвичай стан, оскільки держава готується до можливих наслідків урагану Дуглас. Проголошення дозволило витратити державні кошти на швидке та ефективне усунення збитків втрат пов'язаних з катастрофами, які можуть бути наслідком урагану. Надзвичайний стан було знято 31 липня.